# Cerizay
Cerizay è un comune francese di 4 703 abitanti situato nel dipartimento delle Deux-Sèvres nella regione della Nuova Aquitania.
Vi si trova il santuario di Nostra Signora di Beauchêne, aiuto dei cristiani.

## Società

### Evoluzione demografica
Abitanti censiti